# Guys ’n’ Dolls
Guys ’n’ Dolls, auch Guys ’n Dolls und Guys & Dolls, war eine britische Vokal- und Popgruppe, die außer in ihrem Heimatland besonders in den Niederlanden erfolgreich war.

## Bandgeschichte
Die Gesangsgruppe Guys ’n’ Dolls wurde Ende 1974 gegründet und bestand zunächst aus den Sängerinnen Thereza Bazar, Martine Howard und Julie Forsyth sowie den Sängern David van Day, Dominic Grant und Paul Griggs. Das 1975er Album Guys ’n’ Dolls war ein kleiner Erfolg in England, die dazugehörige Single There’s a Whole Lot of Loving schaffte es dort bis auf Platz 2 und in den Niederlanden auf Platz 7 der Charts. Die folgende Auskopplung Here I Go Again platzierte sich in den Top 40 im Vereinigten Königreich. Anschließend verließen Bazar und van Day die Band und gründeten das Popduo Dollar.
Die verbliebenen vier Mitglieder veröffentlichten 1976 das Album The Good Times, das Platz 4 der niederländischen Hitparade erreichte. Das ausgekoppelte Lied You Don’t Have to Say You Love Me stieg dort, aber auch in England in die Top 10. Stoney Ground kam anschließend lediglich in die UK-Top-40.
1977 erschien mit Together ein weiteres Top-10-Album in den Niederlanden. Die Single You’re My World kletterte sogar auf die Spitzenposition der NL-Charts. Mamacita auf Rang 5 und Angel of the Morning auf Rang 14 waren dort weitere Hits im selben Jahr. Mit How Do You Mend a Broken Heart (1979) und Broken Dreams (1982) erreichte die Band nochmal die niederländischen Top 20, Our Song (1980) wurde dort ein letzter Top-10-Erfolg.
Martine Howard, die sich bereits 1981 von der Formation getrennt hatte, arbeitete fortan mit dem Sänger Rob de Nijs zusammen. Spätere Veröffentlichungen der Guys ’n’ Dolls konnten nicht an frühere Erfolge anknüpfen. Daraufhin trennte sich die Gruppe im Dezember 1985. Julie Forsyth und Dominic Grant bildeten das Duo Grant & Forsyth, Paul Griggs wurde Solist und gründete einen Musikverlag. Dominic Grant starb am 18. November 2020.

## Mitglieder
- Thereza Bazar (* 23. Mai 1955 in Kanada) – bis 1975
- David van Day (* 28. November 1956 in Brighton, Sussex, eigentlich David Paul Day) – bis 1975
- Martine Zillah Howard (* 14. April 1956 in Cardiff, Wales) – bis 1981
- Julie Forsyth (* 4. April 1958 in Watford, Hertfordshire) – bis 1985
- Dominic Grant (* 21. August 1949 in London, England; † 18. November 2020) – bis 1985
- Paul David Griggs (* 20. November 1948 in Hatfield, Hertfordshire) – bis 1985

## Diskografie

### Studioalben
| Jahr | Titel                                               | Höchstplatzierung, Gesamtwochen, AuszeichnungChartplatzierungen (Jahr, Titel, Platzierungen, Wochen, Auszeichnungen, Anmerkungen) | Höchstplatzierung, Gesamtwochen, AuszeichnungChartplatzierungen (Jahr, Titel, Platzierungen, Wochen, Auszeichnungen, Anmerkungen) | Höchstplatzierung, Gesamtwochen, AuszeichnungChartplatzierungen (Jahr, Titel, Platzierungen, Wochen, Auszeichnungen, Anmerkungen) | Anmerkungen |
| Jahr | Titel                                               | DE | UK | NL | Anmerkungen |
| ---- | --------------------------------------------------- | --- | --- | --- | ----------- |
| 1975 | Guys ’n’ Dolls / There’s a Whole Lot of Loving (NL) | — | UK43 (1 Wo.)UK | — |             |
| 1976 | The Good Times                                      | — | UK— SilberUK | NL4 (16 Wo.)NL |             |
| 1977 | Together                                            | — | — | NL8 Gold · (15 Wo.)NL |             |
| 1980 | Our Songs                                           | — | — | NL23 (4 Wo.)NL |             |

Weitere Studioalben
- 1975: First Album
- 1977: We’re All in the Same Boat
- 1982: Happy Together

### Kompilationen
- 1978: The Best of the Guys ’n Dolls
- 1980: You’re My World
- 1980: The Guys ’n’ Dolls
- 1980: There’s a Whole Lot of Loving
- 1982: Grootste Hits
- 1993: The Very Best of Guys ’n’ Dolls
- 1996: The Guys ’n’ Dolls
- 1996: There’s a Whole Lot of Loving
- 1998: The Very Best of Guys ’n’ Dolls
- 2001: The Singles

### Singles
| Jahr | Titel Album                                                  | Höchstplatzierung, Gesamtwochen, AuszeichnungChartplatzierungen (Jahr, Titel, Album, Platzierungen, Wochen, Auszeichnungen, Anmerkungen) | Höchstplatzierung, Gesamtwochen, AuszeichnungChartplatzierungen (Jahr, Titel, Album, Platzierungen, Wochen, Auszeichnungen, Anmerkungen) | Höchstplatzierung, Gesamtwochen, AuszeichnungChartplatzierungen (Jahr, Titel, Album, Platzierungen, Wochen, Auszeichnungen, Anmerkungen) | Anmerkungen                                                                      |
| Jahr | Titel Album                                                  | DE | UK | NL | Anmerkungen                                                                      |
| ---- | ------------------------------------------------------------ | --- | --- | --- | -------------------------------------------------------------------------------- |
| 1975 | There’s a Whole Lot of Loving Guys ’n’ Dolls                 | — | UK2 Silber · (11 Wo.)UK | NL7 (10 Wo.)NL | Erstveröffentlichung: 31. Januar 1975                                            |
| 1975 | Here I Go Again Guys ’n’ Dolls                               | — | UK33 (2 Wo.)UK | — | Erstveröffentlichung: 18. April 1975                                             |
| 1976 | You Don’t Have to Say You Love Me The Good Times             | — | UK5 (8 Wo.)UK | NL10 (9 Wo.)NL | Erstveröffentlichung: 16. Januar 1976 Charteintritt in NL erst im September 1977 |
| 1976 | Stoney Ground The Good Times                                 | — | UK38 (4 Wo.)UK | — | Erstveröffentlichung: 8. Oktober 1976                                            |
| 1977 | You’re My World Together                                     | DE48 (1 Wo.)DE | — | NL1 (15 Wo.)NL | Erstveröffentlichung: 4. Februar 1977                                            |
| 1977 | Mamacita The Best of the Guys ’n Dolls                       | — | — | NL5 (10 Wo.)NL | Erstveröffentlichung: 10. Juni 1977                                              |
| 1977 | Angel of the Morning Together                                | — | — | NL14 (8 Wo.)NL | Erstveröffentlichung: 5. November 1977                                           |
| 1978 | Only Loving Does It The Best of the Guys ’n Dolls            | — | UK42 (5 Wo.)UK | — | Erstveröffentlichung: 7. April 1978                                              |
| 1979 | How Do You Mend a Broken Heart The Best of the Guys ’n Dolls | — | — | NL15 (7 Wo.)NL | Erstveröffentlichung: 2. Februar 1979                                            |
| 1980 | Our Song Our Songs                                           | — | — | NL7 (9 Wo.)NL |                                                                                  |
| 1980 | Love Lost in a Day Our Songs                                 | — | — | NL21 (8 Wo.)NL |                                                                                  |
| 1981 | I Got the Fire in Me Happy Together                          | — | — | NL26 (7 Wo.)NL |                                                                                  |
| 1982 | Broken Dreams Happy Together                                 | — | — | NL12 (7 Wo.)NL |                                                                                  |

Weitere Singles
- 1975: Thomas J. Cricker
- 1975: Let’s All Get Together
- 1976: If Only for the Good Times
- 1977: Let’s Make Love
- 1978: Somethings Gotten Hold of My Heart
- 1978: Same Old Way
- 1980: Starship of Love
- 1982: I Heard It on the Radio
- 1983: Glory to the Beautiful People
- 1983: Technics Commercial Song
- 1984: I Feel Like Cryin’
- 1985: Phoney People